# Benguetia
Benguetia — рід грибів. Назва вперше опублікована 1917 року.

## Класифікація
До роду Benguetia відносять 1 вид:
- Benguetia omphalodes